# Taraz
Taraz (Kazachs en Russisch: Тараз/Тараз), tot 1856 Talas; tot 1936 Aoelieje-Ata (Kazachs: Әулие-Ата; Äwlïjeje-Ata, Russisch: Аулие-Ата; Aoelieje-Ata, Tsjagatai: اولياه اتا); tot 1938 Mirzojan (Russisch: Мирзоян); tot 1993 Dzjamboel (Russisch: Джамбул); en tot 1997 Jambyl (Kazachs: Жамбыл) genoemd, is een - met district gelijkgestelde - stad in de Kazachse oblast Jambıl. De stad ligt in het zuiden van het land, nabij de grens met Kirgizië aan de rivier de Talas (Taraz). De stad telde circa 320.000 inwoners bij de volkstelling van 2009, een stijging van 9% sinds de voorgaande volkstelling van 1989, waarmee het een van de snelstgroeiende steden van het land is, na Nur-Sultan en Türkistan. Naar inwoneraantal staat de stad op de zesde plaats; onder de inwoners zijn er 60 % Kazachen, 24 % Russen en ook nog 5,8 % Oezbeken en 3 % Koreanen.
Taraz is een van de oudste steden van zowel Kazachstan als de historische regio Transoxanië; in 2001 vierde de stad haar 2000-jarig bestaan (erkend door UNESCO), waarbij wordt teruggegaan op een fort dat in het gebied werd gebouwd door een Hun (Xiong Nu) chanyu genaamd Zhizhi. In 36 v.Chr. werd bij dit fort de Slag om Zhizhi uitgevochten. De stad werd als eerste genoemd onder de naam Talas in 568 door Menander Protector. In de Middeleeuwen vormde Talas een belangrijk handelscentrum aan de Zijderoute. Talas werd later beschreven door Xuanzang, die in 627 door Talas trok en schreef: "Na 140 of 150 li westwaarts te hebben afgelegd vanaf de Duizend Bronnen, kwamen we aan in de stad Daluosi. De stad heeft een diameter van 8 of 9 li en werd bewoond door Hu ("barbaarse") handelaren uit verschillende volken. De producten en het klimaat zijn ongeveer hetzelfde als Suyab." Het Talas-alfabet, een variant op het Turkse 'runiforme' Orchonalfabet, is vernoemd naar de stad. Talas verwierf een plaats in de geschiedenis door de Slag om Talas (in 751), waarbij troepen van de Chinese Tang-dynastie streden tegen die van het Arabische Abbasidische kalifaat. De slag vond ergens langs de Talasrivier plaats in de Talasvallei. Een van haar indirecte gevolgen was de introductie van papier in het westen door de Arabische gevangenname van Chinese papierfabrikanten.

## Geboren in Taraz
- Dinmuxamed Ulısbajev (1998-2023), wielrenner

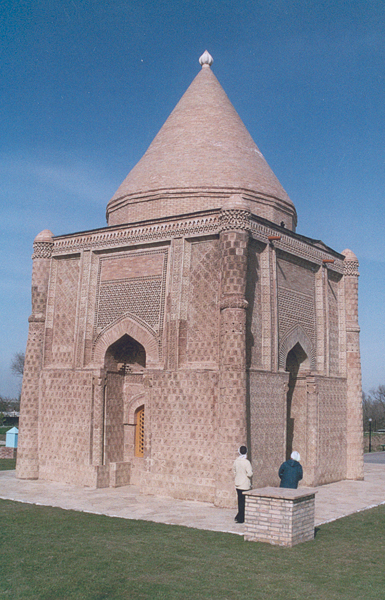
Ayshah bibi, de 11e/12e-eeuwse tombe van een adellijke Oeigoerse vrouw op 18 kilometer ten westen van Taraz, in Ayshabībi (Айшабибі)